# Luigi Cibrario
Giovanni Antonio Luigi Cibrario (Torino, 23 febbraio 1802 – Trobiolo, 1º ottobre 1870) è stato uno storico, numismatico, magistrato e politico italiano.

## Biografia

### Famiglia ed origini
Nacque a Torino il 23 febbraio 1802, figlio del notaio Giovan Battista Cibrario (1764-1803) e di Maddalena Boggio (1765-1843).
La sua famiglia era originaria di Usseglio, nelle Valli di Lanzo, ove il nome Cibrario - in diverse forme - era assai diffuso, rimandando all'esercizio della professione di capraio.
Il trisavo Giovanni Antonio Sebrari (Cibrario) acquistò nel 1708 la carica di sindaco di Usseglio, la quale conferiva la nobiltà personale. I suoi discendenti, tuttavia, esercitarono professioni borghesi e non radicarono quindi nella famiglia l'appartenenza al secondo stato.  
Luigi Cibrario, rimasto orfano di padre quasi appena nato e cresciuto nel difficile clima della Restaurazione, nel 1826 avanzò al governo la richiesta del riconoscimento della nobiltà familiare, fondandola sul titolo esercitato dall'antenato, ma senza successo. Il procuratore generale del Regno, infatti, non ebbe difficoltà a dimostrare l'inconsistenza delle sue tesi, con un parere del 7 dicembre 1826. In ogni caso, Carlo Felice, che lo aveva preso in simpatia, il 9 febbraio 1827 lo creò nobile, concedendogli di non pagare la tassa richiesta a chi facesse il suo ingresso nel secondo stato in virtù «del servizio che da più anni egli ci presta».  Antonio Manno trattando della famiglia Cibrario nel suo Patriziato subalpino, scrisse: «Separo quindi riconoscenti attrattive per lo storico, dalle invocate ed inani sue pretensioni nobiliari; mentre sarebbe stato bellissimo che si fosse vantato: tutto comincia in me».

### L'inizio della carriera con Carlo Felice
Dopo avere frequentato il Collegio del Carmine, nel 1819 ottenne una borsa al Collegio delle Province della capitale sabauda, grazie alla quale egli poté frequentare l'Università degli Studi.
Nel gennaio 1824 si laureò in legge ed entrò come applicato volontario alla Segreteria di Stato agli affari interni, dove iniziò la sua carriera di funzionario sabaudo. Come scrisse egli stesso, per la sua formazione fu centrale il rapporto con Prospero Balbo, antico funzionario di Vittorio Amedeo III e poi ministro di Vittorio Emanuele I, la cui politica liberale e riformatrice fu la principale vittima dei moti del 1821.
Inizialmente si volse all'attività poetica. Già nel marzo 1820 aveva scritto un'ode per la nascita del figlio del principe di Carignano, il futuro Vittorio Emanuele II, che gli valse la riconoscenza di Carlo Alberto di Savoia, e nel 1825 pubblicò, presso l'editore torinese Alliana e Paravia un volume di Poesie.
In quello stesso 1825, però, egli pubblicò anche, presso lo stesso editore, le Notizie sopra la storia dei principi di Savoia, pensate per il pubblico della scuola e che ebbero un discreto successo. 
Carlo Felice di Savoia, per ricompensarlo, gli concesse il 10 gennaio 1826 il titolo d'intendente insieme alla reggenza di una divisione della Segreteria di Stato agli interni e un anno dopo lo ammise tra le file della nobiltà.
Nel 1826 iniziò a dare saggi della propria attività di storico con la pubblicazione delle Notizie di Paolo Simeone de' Balbi da Chieri (Torino, Alliana e Paravia). L'opera era un'anticipazione di quello che può considerarsi il suo primo lavoro scorcio importante, il trattato Delle storie di Chieri libri quattro (Torino, Alliana, 1827, 2 voll.). Nel frontespizio di tale opera egli si poteva definire finalmente come il «nobil uomo Luigi Cibrario». A tale opera fece seguito nel 1828 la raccolta   Lettere inedite di principi e d'uomini illustri (Torino, Alliana, 1828). Pur presentandosi ormai come uno storico, Cibrario in tale epoca non abbandonò l'attività letteraria. Nel 1827 infatti, egli pubblicò, presso il suo solito editore la raccolta di poesie I fiori dell'Alpi: significativamente però, in essa ad alcune poesie seguivano quattordici lettere sul problema delle origini di Casa Savoia.
Il 24 febbraio 1829 Carlo Felice di Savoia lo nominò Sostituto sovrannumerario del procuratore generale del re nella Camera dei conti. Nel 1830 il re lo chiamò a fare parte della Classe di Scienze morali dell'Accademia delle Scienze.
Nel frattempo, il 4 febbraio 1828 aveva sposato a Torino, nella Chiesa dei Santi Martiri, Marina Turinetti (1803-1836), dalla quale ebbe sette figli (di cui solo tre, però, un maschio e due femmine, giunti all'età adulta). Significativamente, egli volle chiamare il primogenito Prospero (1828-1832), in segno di riconoscenza al conte Balbo, che era stato suo mentore.
Quando, nell'aprile 1831, Carlo Felice morì lasciando il trono a Carlo Alberto, Cibrario era ormai una delle personalità di maggior rilievo della cultura letteraria piemontese: funzionario e letterato, stava per iniziare per lui una delle fasi più importanti della sua carriera.

### L'attività di storico per Carlo Alberto
Fu eletto senatore del regno il 17 ottobre del 1848.

### Ministro con Vittorio Emanuele II
Fu ministro delle finanze nel governo d'Azeglio nel 1852, e della Pubblica Istruzione nel primo governo Cavour (1852-1855).
Quando il Piemonte entrò nella guerra di Crimea, Cibrario sostituì Cavour come ministro degli esteri.
Nel 1856 fu nominato Primo presidente onorario di Corte d'appello.
Nel 1869 presiedette la Commissione Cibrario, istituita per dirimere vari problemi archivistici e formulare un regolamento delle biblioteche governative, Archivi di biblioteche: per la storia delle biblioteche pubbliche statali.
Massone, nel 1860 fece parte della loggia "Ausonia" e nel 1863 della loggia "Cavour", entrambe di Torino.
Morì nel (1870) a Trobiolo, una frazione di Roè Volciano.

## Opere
Fra le sue opere principali sono:
- Lettere inedite di principi e d'uomini illustri, Torino, per l'Alliana: a spese di P.G. Pic, 1828.
- Documenti, sigilli e monete appartenenti alla storia della monarchia di Savoia raccolti in Savoia, in Isvizzera ed in Francia per ordine del re Carlo Alberto, Torino, 1833
- Sigilli de' principi di Savoia raccolte ed illustrate per ordine del re Carlo Alberto,  Torino, Stamperia Reale, 1834 [5]
- L'economia politica del Medioevo
- Storia della monarchia di Savoia, Torino, Fontana, 1840-44, 3 voll.[6][7]
- Opuscoli, Torino, Fontana, 1841 [8]
- Storia di Torino, Torino, Fontana, 1846 [9]
- Descrizione storica degli ordini cavallereschi, Torino, 1846 [10]
- Descrizione storica degli ordini religiosi compilata sulle opere di Bonanni, d'Helyot, dell'Abate Tiron, Torino, Stamperia reale, 1845 [11][12]
- Delle artiglierie dal 1300 al 1700, Torino, 1847 [13]
- Origini e progresso della monarchia di Savoia, Torino, Stamperia Reale, 1854 [14]